# 莫干山100号
莫干山100号又名剑庐，位於浙江省湖州市德清縣莫干山景區境內。
莫干山100号剑庐建于1932年，业主为曾汪凤园。
2006年5月，莫干山100号作为莫干山別墅群的一部分，被國務院列為第六批全國重點文物保護單位。
目前，莫干山100号作为芦花荡饭店的一部分，对外营业。

## 外部連結
- 莫干山